# تأثير الفراشة 2 (فلم)
تأثير الفراشة 2 (إنتاج عام 2006) هو فيلم خيال علمي ورعب نفسي اميريكي من إخراج جون ر. ليونيتي. مثل به إريك لايفلي وإيريكا د ويورانس وداستن ميليجان و جينا هولدن. للفيلم علاقة كبيرة بفيلم تأثير الفراشة الذي انتج عام 2006. صدر على اسطوانات دي في دي في 10 أكتوبر 2006. بعدها، انتج فيلم «تأثير الفراشة 3: الكشف» كتتمة لسلسلة الافلام.

## شخصيات الفيلم
- إريك حية بدور نيك لارسون.
- إيريكا Durance بدور جولي ميلر.
- داستن ميليجان بدور تريفور ايستمان.
- جينا هولدن بدور أماندا.
- ديفيد لويس بدور ديف بريستول.
- أندرو إيرلي بدور رون كالاهان.
- سوزان هوجان بدور كاثرين لارسون.
- J. R. بورن بدور مالكوم ويليامز
- ليندسي ماكسويل بدور نعمة كالاهان.
- زوران فوكليش بدور كريستوفر.

## نقد الفيلم
علق معظم النقاد بشكل سلبي على الفيلم اذ قالوا انه لا يضيف شيئا جديدا إلى رسالة الفيلم الأول اذ انه غطى نفس الأرضية لكن بشخصيات مختلفة. لم تتشابك قصة هذا الفيلم كما تشابكت الأولى. كما كانت المؤثرات الخاصة اقل ابهارا من سلفها.

## وصلات خارجية
- تأثير الفراشة 2 - الموقع الرسمي
- مقالات تستعمل روابط فنية بلا صلة مع ويكي بيانات